# 尼尔多
尼尔多（Nildoh），是印度马哈拉施特拉邦那格浦尔县的一个城镇。总人口15375（2001年）。

## 人口
该地2001年总人口15375人，其中男性8598人，女性6777人；0—6岁人口2721人，其中男1400人，女1321人；识字率71.81%，其中男性为77.88%，女性为64.11%。